# Petr Brodský (duchovní)
Petr Brodský (* 6. května 1947 Karlovy Vary) je český duchovní Českobratrské církve evangelické, bývalý československý disident a politik, po sametové revoluci poslanec Sněmovny národů Federálního shromáždění za Občanské fórum, později za Občanské hnutí.

## Biografie
Za normalizace se angažoval v disentu. V roce 1987 se uvádí jako člen Výboru na obranu nespravedlivě stíhaných. V roce 1984 mu byl odebrán státní souhlas s výkonem funkce duchovního. Udržoval kontakty se signatáři Charty 77 a členy teologického opozičního proudu Nová orientace.
Profesně je k roku 1990 uváděn jako duchovní českobratrské církve evangelické, bytem Jihlava.
V prosinci 1989 zasedl v rámci procesu kooptací do Federálního shromáždění po sametové revoluci do české části Sněmovny národů (volební obvod č. 54 – Jihlava, Jihomoravský kraj) jako bezpartijní poslanec, respektive poslanec za Občanské fórum. Mandát obhájil ve volbách roku 1990 za OF. Po rozpadu Občanského fóra přešel do parlamentního klubu Občanského hnutí. Ve Federálním shromáždění setrval do voleb roku 1992.
K roku 2012 se Petr Brodský zmiňuje jako celocírkevní kazatel Českobratrské církve evangelické pro sbory ve východní Evropě (neoficiálně též zván potulný kazatel). Pracuje na mijisní činnosti mezi českými komunitami v zahraničí.